# Eberhard Waechter
Eberhard Wächter  (também grafado Waechter; Viena, 8 de julho de 1929 – Viena, 29 de março de 1992) foi um barítono austríaco, celebrado especialmente por suas performances de óperas de Mozart, Richard Wagner e Richard Strauss. Depois de se aposentar do canto, tornou-se um dos diretores da Volskoper de Viena e da Ópera Estatal de Viena.

## Biografia
Nascido em Viena, Wächter estudou na Universidade de Viena e na Academia de Música de Viena. Em 1953 começou a fazer aulas de canto com Elisabeth Radó, e no mesmo ano fez sua estreia operática no papel de Silvio, no Pagliacci, de Ruggero Leoncavallo, na Volksoper de Viena, e rapidamente tornou-se um dos favoritos da cidade. Em 1954 fez sua primeira apresentação na Ópera Estatal de Viena; em 1956 fez sua estreia em Covent Garden, Londres, no papel do Conde Almaviva, nas Bodas de Fígaro, de Mozart, e no Festival de Salzburgo, como Arbace em Idomeneo. Em 1958 apresentou-se pela primeira vez em Bayreuth, como Amfortas, no Parsifal de Wagner; em 1959 apresentou-se na Ópera de Paris como Wolfram, no Tannhäuser; em 1960 fez o papel do Conde Almaviva no La Scala e na Ópera Lírica de Chicago, e, em janeiro de 1961, na Metropolitan Opera, em Nova York, como Wolfram.
Em 1963 recebeu o título de Kammersänger. Em 1980 teve o papel de Joseph na ópera Jesu Hochzeit, de Gottfried von Einem, criado para si, onde cantou ao lado de Karan Armstrong.
Em 1987 tornou-se diretor-geral da Volksoper de Viena, e em 1991 também se tornou diretor da Ópera Estatal de Viena. Em 1992 morreu de um ataque cardíaco ao caminhar pelos bosques de Viena.